# 비둘기호
비둘기호(비둘기號)는 2000년 11월 14일까지 대한민국에서 운행한 완행 열차의 등급 이름이다. 거의 대부분의 역에 정차하였으며, 중, 말년은 중단거리 통근/통학용 운송 수단으로 활약했다.

## 역사
기존 '보통열차' 등급으로 운행되어 모든 역에 정차하던 완행열차의 이름을 1984년 열차 명칭 개정시에 비둘기호로 변경하였으며, 최하위 등급의 열차로 운행되었다. 1990년대 들어 차량이 노후화하고 운임을 현실화할 필요성이 생겨, 그에 대한 경영 개선책으로 비둘기호 등급 폐지가 거론되었다. 1996년 12월 경의선과 경원선에 운행되던 비둘기호 열차가 통일호로 승격된 것을 시작으로 점차 많은 열차가 통일호로 승격·교체되었다. 결국 1998년 정선선을 제외한 모든 비둘기호를 폐지하고 통일호를 완행열차 등급으로 낮추게 되었다. 그 이후 2000년 11월 14일 정선선에 운행되던 마지막 비둘기호 열차를 끝으로 퇴역하였다.

## 차량

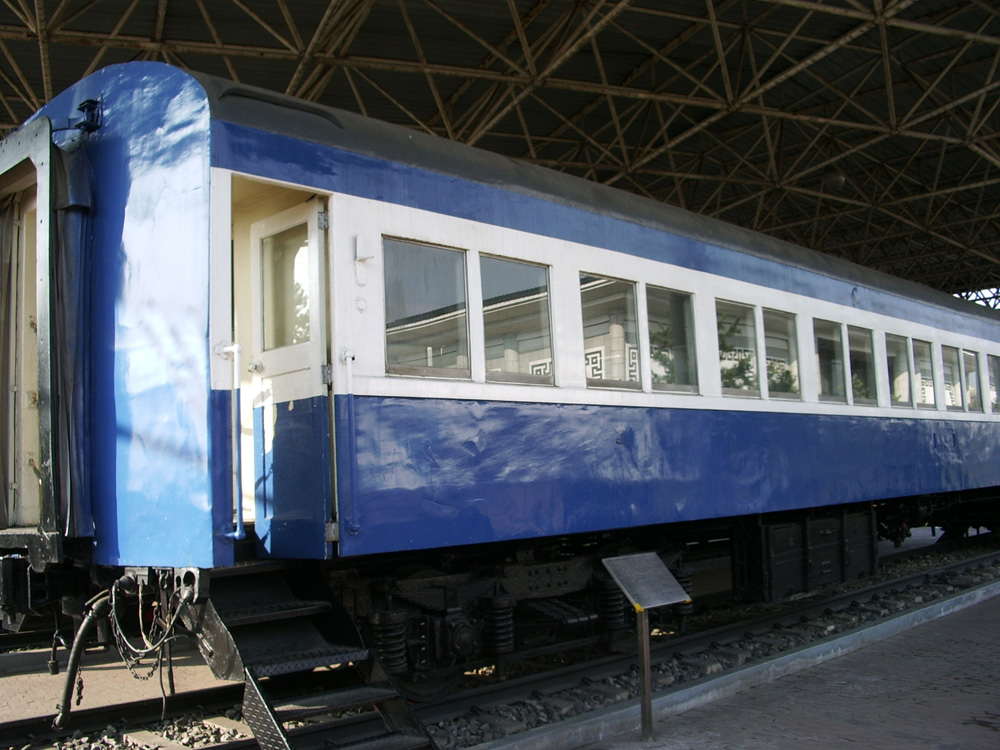
철도박물관의 비둘기호 객차 (12061호)

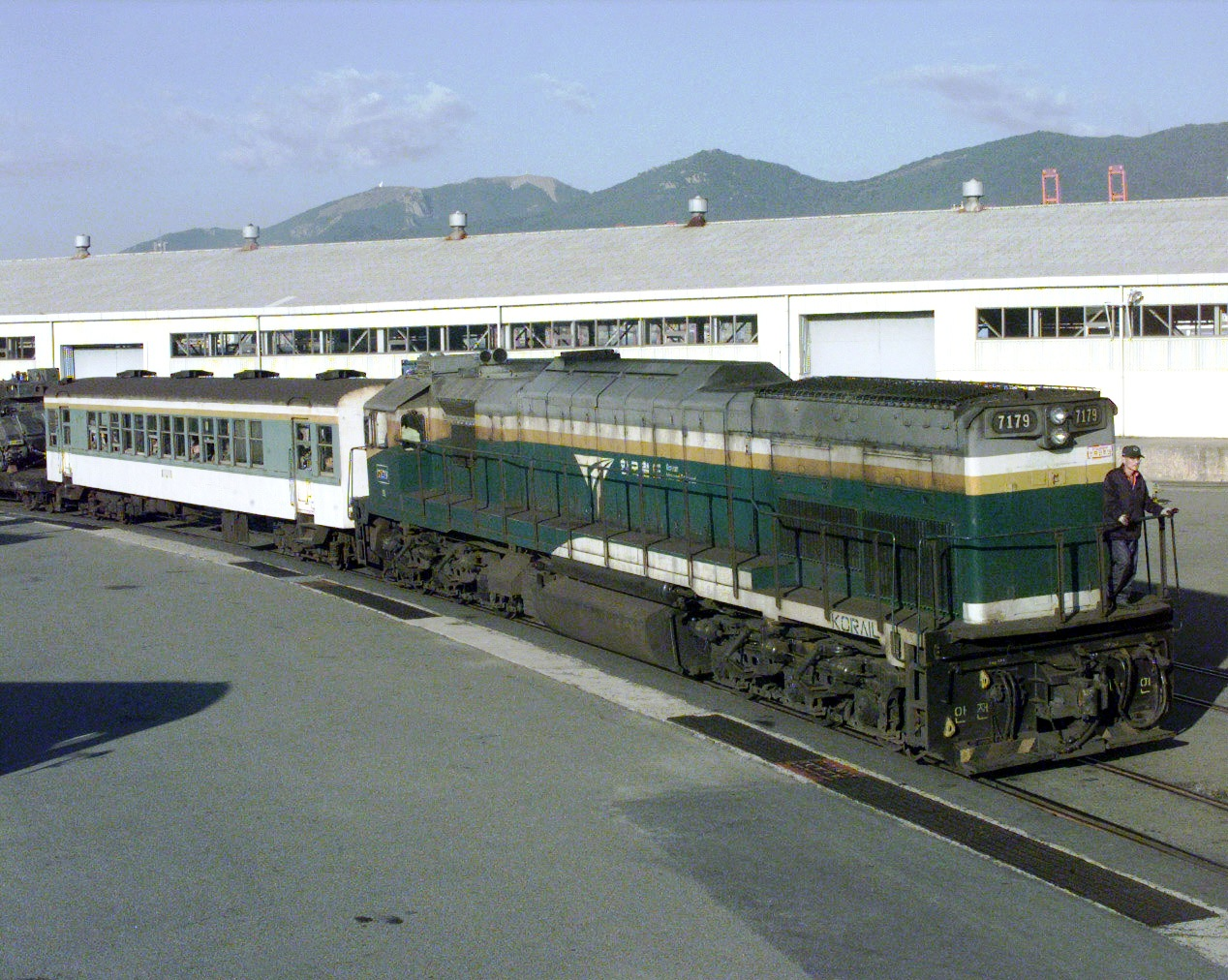
과천과학관 디젤기관차는 파키스탄으로 수출 매각되었다.

### 고정의자객차
1957년 2월 27일 서울공작창에서 12001~12002호를 생산해 1959년 8월 20일 운행식을 했다. 이 차량은 대한민국 최초의 국산 객차이다. 계속해서 1960년에 12003~12016호를, 1961년에 12017~12023호를 생산했다. 인천공작창에서 비둘기호 객차로 1962년에 154량, 1963년에 115량, 1964년에 40량, 1965년에 114량, 1966년에 30량, 1968년에 50량, 1969년에 41량, 1970년에 90량, 1971년에 10량을 제작했다.
좌석은 총 108명분이 있으며, 직각으로 고정되어 등받이를 전환할 수 없는 크로스 시트(박스 시트)가 설치되었다. 문은 수동으로 조작할 수 있으며, 내부에는 백열등 및 선풍기 정도의 냉방 장치가 설비되어 있었다. 차량 하부에는 간단한 조명이나 냉방을 위한 배터리가 장착되어 있으며, 대차의 옆에는 배터리에 충전을 목적으로 하는 발전기가 차륜 안쪽에 별도로 붙어 있는 벨트 회전 바퀴로 구동하는 구조로 되어 있다. 대차는 초창기의 축스프링 및 판스프링 대차를 적용하였으며, 제동 방식은 답면 양압식 패드 제동 방식이었다.
차량 종류나 연식별로 객실 창문의 배열이 약간씩 차이가 있는데, 이것으로 객차를 더욱 세부적으로 구별한다. 창문이 日 모양으로 된 차량, 정사각형 모양의 창문이 일정 간격으로 떨어진 차량, 정사각형 모양의 창문이 두 개마다 넓은 간격으로 떨어지고 두 개 사이는 좁은 간격으로 떨어진 차량 등으로 나뉜다. 또한 별도의 세면실과 화장실 창은 불투명 유리를 썼으며, 하부는 환기를 목적으로 하는 나무 그릴 형식으로 되어 있었다.
좌석은 앞의 1번부터 10번 좌석 뒤의 나머지 10개 좌석 등은 좌석 배정이 안되어 있어서 선착순으로 입석 승객들이 사용할 수 있다.

### 장의자객차
이 차량은 전국 대도시에서 운행하고 있는 지하철 차량과 동일하게 롱 시트를 좌석 배치로 삼았다. 따라서 이런 종류의 객차는 주로 단거리 지선 비둘기호 열차로 운행하였다. 1965년부터 1970년까지 인천공작창에서 제작했다. 최고 속력은 110km/h이며, 차량 중량은 34톤이다. 116명분의 좌석이 설치되었으며, 천장에 6개의 선풍기가 취부되었다. 발전차 없이 차축의 회전에 의해 전력을 생산해 난방했다.
객차의 출입문은 수동식 미닫이문이었고, 화장실은 설치되었으나 세면장은 없었다. 다만 일부 차량의 경우 화장실 맞은편에 방송실이 설치된 차량도 존재하였다. 객실 창문은 日 모양으로 된 1:1 분할로 상부 창문을 내리거나 하부 창문을 끌어올리는 식으로 개폐가 가능하였다. 대차는 축스프링 및 판스프링 대차를, 조명은 백열등을, 발전 방식은 차량 바퀴가 회전하면서 전기를 얻는 차축 발전을 채택하였다.

### 비냉방통일호객차
좌석이 72인승인 점이 위의 것과 큰 차이이다. 1986년 이후로 통일호 객차를 냉방 시설을 갖추도록 개조하면서, 냉방화 개조를 진행하지 않은 차량을 비둘기호로 격하시켜 운용한 것이다. 따라서 통일호나 개조 전의 무궁화호 객차와 내부 구조가 유사하다. 화장실 및 세면대 설비가 있으며, 격하 당시의 화장실 및 세면설비 등은 개량 사업에서 제외됨으로써 초창기 통일호의 것과 동일하다. 냉방 개조도 되어 있지 않았으며, 대차는 통일호의 것과 동일한 양압 제동식 프레스강 용접대차(HHBT형)로 운행하였다.

### 특이점
- 108인승 객차와 72인승 객차엔 세면장과 화장실(동양식)을 설비하였고, 화장실에서 발생한 오물이 철길 위로 바로 떨어진 '비산식'을 적용하였다. 따라서 역 구내의 위생적인 관리 등을 사유로 비둘기호 객차의 화장실 출입문은 '정차 중 사용을 금함'이라는 문구가 표시되어 있다. 객차 출입문은 수동이며 여닫이형이 많이 쓰였고 미닫이형은 소수 있다.

- 역의 정차시간은 약 1분이었으나 급행열차(통일호, 무궁화호, 새마을호)를 먼저 보내줄때에는 약 5분간 정차하였다.
- 퇴역이 가까워지던 1990년대 중반은 객차를 단 2칸만 달고 운행하기도 하였다.
- 냉방장치는 회전선풍기였다.

### 보존
객차의 보존 현황으로, 동차형 비둘기호의 보존 현황은 니가타 디젤 동차 문서를 참고바람.
- 의왕철도박물관 : 12061호.
- 섬진강 기차마을 : 5량.
- 대전철도차량정비단 : 19308호. 한국철도공사 선정 준철도기념물로 지정되었다.
- 국립대전현충원 : 2량.
- 제주도 삼무공원 : 1량.
- 정동진 조각공원 : 3량.
- 삼성화재교통박물관 : 1량. 내부 좌석이 제거된 상태이다.

## 열차 운행

### 여객
비둘기호는 한국철도의 모든 노선에서 두루 운행되어, 여객이 승하차한 모든 역에 정차하여 주로 단거리 통근/통학 수요를 담당하였고, 서울(용산역)에서 부산(부산진역) 이나 광주, 목포 구간 등 장거리를 운행한 열차도 더러 존재하였다. 단 호남선의 채운역이나 가수원역같은 극소수의 선택정차역은 있지만 기본적으로 승강장을 갖추고 역이라고 지어진역은 모두 정차하였다. 1984년 열차등급개정 이전은 '보급'와 '보통'으로 열차등급이 나뉘어 있으나, '보급'열차의 기능을 '특급'과 통합하여 통일호로 변경하고 순수한 '보통'등급이 비둘기호로 정착되었다.

### 소화물
당시 택배산업이 발달하기 전에는 역에서 짐을 부칠 수 있는 소화물제도가 운영 중이었고, 경부선 등 주요간선에는 소화물전용열차가 운행되기도 했었으나 그렇지 않은 경우 비둘기호 열차에 우편차량이나 소화물객차를 함께 연결하여, 각 역 승강장에서 짐을 싣고 내리곤 하는 방식으로 운영되었다. 이러한 운영방식을 혼합열차라고 하였다.

### 운임
시내버스 요금이 120원이었던 1987년 당시 구포역에서 22킬로미터 떨어진 원동역까지의 요금은 180원이었다. 1996년 당시 장거리 비둘기호 열차요금은 중앙선 전구간 부전역에서 서울 청량리역까지는 6500원이었고 운행시간은 12시간이었다. 부산 구포역에서 광주광역시까지의 요금은 4500원이었다.
1992년 기준
- 강릉-청량리: 3480원
- 강릉-양평: 3030원
- 강릉-원주: 2570원
- 강릉-제천: 2170원
- 강릉-단양: 1970원
- 강릉-풍기: 1750원
- 강릉-안동: 1950원
- 강릉-의성: 2190원
- 강릉-영천: 2690원
- 강릉-경주: 3010원
- 강릉-태화강: 3340원
- 강릉-신해운대: 3800원
- 강릉-부전: 3970원
- 강릉-대구: 3010원
- 강릉-동대구: 2990원

### 주요 운행 구간
비둘기호가 운행하였던 구간은 일일이 열거하기 힘들 정도로 다양하고 많다. 다만 주요 간선에서는 두 거점역 간을 운행하는 경우가 많았다.
- 서울-천안
- 마산-대구
- 대전-동대구/대구
- 동대구-부산/부산진
- 천안/대전-김천
- 용산/천안-익산
- 청량리-춘천
- 청량리-부전
- 청량리-원주
- 김천-영주
- 도계-강릉
- 용산-부산진
- 부산진-포항
- 부산진-태화강
- 부산진-광주
- 목포-순천/여수엑스포
- 서울/용산-문산
- 서울-의정부
- 의정부-신탄리
- 용산 - 광주(1989년에는 용산 - 목포는 운행하지 않음)

## 같이 보기
- 새마을호
- 무궁화호
- 통일호